# Lispe bengalensis
Lispe bengalensis är en tvåvingeart som först beskrevs av Robineau-desvoidy 1830.  Lispe bengalensis ingår i släktet Lispe och familjen husflugor. Inga underarter finns listade i Catalogue of Life.